# Thomas Gerber (Koch)
Thomas Gerber (* 18. Dezember 1975 in Cottbus) ist ein deutscher Koch.

## Werdegang
Nach der Ausbildung wechselte Gerber 1998 zum Restaurant Lorenz Adlon im Hotel Adlon in Berlin und 2001 zum Restaurant Schloss Berg bei Christian Bau (zwei Michelinsterne) in Perl-Nennig, wo er Souschef wurde. 2008 ging er zur Residenz Heinz Winkler in Aschau (zwei Michelinsterne). 
Seit 2014 ist er Küchenchef im Restaurant Oswalds Gourmetstube in Teisnach, das 2015 mit einem Michelinstern ausgezeichnet wurde. 2025 wurde bekam das Restaurant zwei Michelinsterne.

## Auszeichnungen
- 2015: Ein Michelinstern im Guide Michelin 2016 für das Restaurant Oswalds Gourmetstube[2]
- 2024: Drei Hauben von Gault-Millau für das Restaurant Oswalds Gourmetstube[5]
- 2025: Zwei Michelinsterne für das Restaurant Oswalds Gourmetstube[4]